# Thamnium latifolium
Thamnium latifolium là một loài rêu trong họ Neckeraceae. Loài này được (Bosch & Sande Lac.) A. Jaeger mô tả khoa học đầu tiên năm 1877.